# Hijiki
Hijiki (jap. 鹿尾菜 lub 羊栖菜) – rodzaj brązowych alg (Sargassum fusiforme) wykorzystywanych w kuchni azjatyckiej. Rosną dziko u skalistych wybrzeży Japonii, Korei i Chin. 

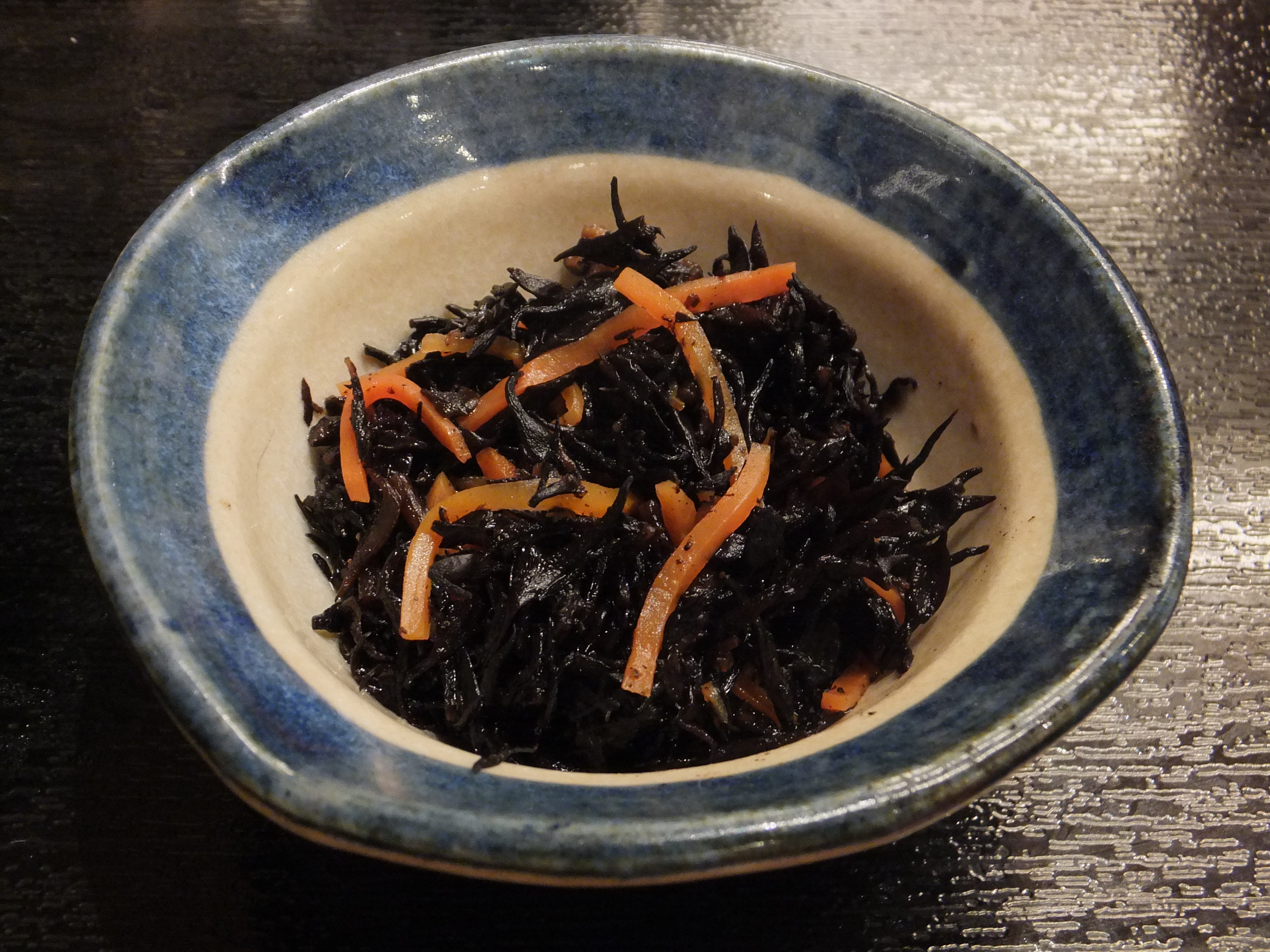
Japonii Hijiki

Mają słodkawy, nieco orzechowy smak. Są składnikiem m.in. wielu zup i sałatek. Stanowią doskonały dodatek, a także uzupełnienie potraw z ryb, owoców morza, mięs oraz warzyw. Często wykorzystywane są do garnirowania półmisków. Hijiki najczęściej dostępne są w postaci suszonej, dlatego przed użyciem należy je namoczyć.